# Campionati oceaniani di badminton a squadre
I Campionati oceaniani di badminton a squadre  sono una competizione sportiva organizzata dalla Badminton Oceania (BO), in cui si assegnano i titoli oceaniani nella gara a squadre maschile e in quella femminile.
I primi campionati oceaniani di badminton a squadre furono organizzati nel 2016 e si svolgono con cadenza biennale.

## Edizioni
| Anno | Città     | Nazione       |
| ---- | --------- | ------------- |
| 2016 | Auckland  | Nuova Zelanda |
| 2018 | Hamilton  | Nuova Zelanda |
| 2019 | Melbourne | Australia     |
| 2020 | Ballarat  | Australia     |
| 2023 | Auckland  | Nuova Zelanda |
| 2024 | Geelong   | Australia     |
| 2025 | Auckland  | Nuova Zelanda |

## Medagliere
Aggiornato a Geelong 2024
| Posiz. | Nazione            | Oro | Argento | Bronzo | Totale |
| ------ | ------------------ | --- | ------- | ------ | ------ |
| 1      | Australia          | 11  | 0       | 0      | 11     |
| 2      | Nuova Zelanda      | 0   | 11      | 0      | 11     |
| 3      | Nuova Caledonia    | 0   | 0       | 5      | 5      |
| 3      | Polinesia francese | 0   | 0       | 5      | 5      |
| 5      | Figi               | 0   | 0       | 1      | 1      |
| Totale | Totale             | 11  | 11      | 11     | 33     |